# Finansinspektionen
Die Finansinpektionen (kurz: FI) ist eine schwedische Verwaltungsbehörde und die Finanzaufsicht des Königreiches Schweden. Sie hat ihren Sitz in der schwedischen Hauptstadt Stockholm.
Die FI untersteht dem schwedischen Finanzministerium (Finansdepartementet) und ist, ähnlich wie die BaFin in Deutschland, zuständig für die Beaufsichtigung, Überwachung, Lizenzierung und Regulierung des Finanzmarktes und seinen Marktteilnehmern.
Überwacht werden durch die FI:
- 2000 Finanzunternehmen,
- 900 ausländische Finanzinstitute mit Niederlassungen in Schweden und
- 300 börsennotierte Unternehmen.

Auf dem One Planet Summit 2017 war die Behörde eines der acht Gründungsmitglieder des Networks for Greening the Financial System (NGFS), um das Risikomanagement im Finanzsektor zu Umweltrisiken und Auswirkungen der globalen Erwärmung weiterzuentwickeln und im Sinne des grünen Finanzwesen (englisch green finance) Mittel für den Übergang zu einer nachhaltigen Wirtschaft zu mobilisieren.